# Lista de artilheiras da Copa do Mundo FIFA de Futebol Feminino
Esta página reúne as artilheiras de todas as edições da Copa do Mundo de Futebol Feminino.
| Pos. | Jogadora         | Seleção        | Gols |
| ---- | ---------------- | -------------- | ---- |
| 1    | Marta            | Brasil         | 17   |
| 2    | Birgit Prinz     | Alemanha       | 14   |
| 2    | Abby Wambach     | Estados Unidos | 14   |
| 4    | Michelle Akers   | Estados Unidos | 12   |
| 5    | Sun Wen          | China          | 11   |
| 5    | Bettina Wiegmann | Alemanha       | 11   |
| 5    | Cristiane        | Brasil         | 11   |